# 4788 Simpson
4788 Simpson (1986 TL1) là một tiểu hành tinh vành đai chính được phát hiện ngày 4 tháng 10 năm 1986 bởi E. Bowell ở Flagstaff.